# Вальтеоф, граф Нортумбрии
Вальтеоф (англ. Waltheof; 1045 — 31 мая 1076) — англосаксонский аристократ, последний представитель англосаксонской знати, сохранивший свои позиции после нормандского завоевания Англии, участник войн с нормандцами и мятежа трёх графов в 1075 году.

## Происхождение и юность
Вальтеоф происходил из одной из наиболее влиятельных семей Северной Англии. Его отцом был Сивард, эрл Нортумбрии и один из самых могущественных людей в Британии середины XI века. Мать Вальтеофа, вероятно, была внучкой Ухтреда, предшественника Сиварда на посту эрла Нортумбрии, чья родословная восходила к англосаксонским правителям Берниции. Когда в 1056 году скончался отец, Вальтеоф был ещё ребёнком, а его старший брат незадолго до этого погиб в войне с шотландцами. Поэтому новым эрлом Нортумбрии был назначен Тостиг, брат Гарольда Годвинсона, фактического правителя страны при короле Эдуарде Исповеднике. В 1065 году, вероятно в качестве компенсации за потерянную Нортумбрию, Вальтеоф получил в управление восточные регионы Средней Англии, став эрлом Хантингдоншира, Нортгемптоншира, Бедфордшира и, возможно, Кембриджшира.

## Нормандское завоевание
Вальтеоф не принимал активного участия в обороне страны во время вторжения в Англию в 1066 году армии нормандского герцога Вильгельма. Вскоре после битвы при Гастингсе он признал Вильгельма английским королём. В следующем году вместе с другими англосаксонскими магнатами Вальтеоф сопровождал Вильгельма в его поездке в Нормандию. В конце 1069 года Вальтеоф примкнул к массовому восстанию англосаксов Северной Англии против нормандской власти. Вместе с отрядами Эдгара Этелинга и Госпатрика, он участвовал в захвате Йорка и уничтожении его нормандского гарнизона. Приближение крупной армии короля Вильгельма Завоевателя заставило англосаксов отступить. На протяжении зимы 1069—1070 годов нормандские войска планомерно разоряли Йоркшир, стремясь ликвидировать возможность англосаксонского сопротивления.
Весной 1070 года Вальтеоф и Госпатрик покорились королю Вильгельму и принесли ему клятву верности. Госпатрик был назначен графом Нортумбрии, а Вальтеоф получил назад свои владения в Средней Англии и титул графа. Вскоре Вальтеоф завоевал расположение короля и сильно возвысился при его дворе. В 1072 году, после смещения Госпатрика, он получил в управление Нортумбрию и в том же году женился на Юдит Лансской, племяннице короля Вильгельма. К середине 1070-х годов Вальтеоф остался единственным англосаксонским магнатом, входившим в состав высшей королевской администрации нормандской Англии.

## Мятеж трёх графов и казнь
В 1075 году Вальтеоф присоединился к мятежу трёх графов против короля. Причины его участия в этом восстании остаются непонятными. Точка зрения, что это была очередная попытка англосаксов свергнуть «нормандское иго», не выдерживает критики, поскольку англосаксонское население не приняло участия в мятеже, а многие, наоборот, сражались в королевских войсках, посланных на подавление восстания. Участие Вальтеофа в мятеже было далеко от героического. Практически сразу после выступления его союзников, графов Ральфа и Роджера, Вальтеоф утратил решимость и раскрыл планы заговорщиков архиепископу Кентерберийскому Ланфранку. По совету последнего Вальтеоф отправился в Нормандию вымаливать прощение у короля. Вскоре мятеж был подавлен.
По возвращении Вильгельма Завоевателя в Англию состоялся суд над участниками восстания. Их владения и титулы были конфискованы. Вальтеоф, будучи англосаксом, был осуждён в соответствии с англосаксонскими законами об измене и приговорён к смерти. 31 мая 1076 года он был казнён на холме Святого Джайлса недалеко от Уинчестера. Таким образом, Вальтеоф стал единственным высокопоставленным англосаксом, казнённым после нормандского завоевания. Суровость наказания способствовала тому, что спустя некоторое время Вальтеофа стали считать мучеником за веру, а приукрашенная история его жизни вошла во многие средневековые хроники.

## Наследство
Смерть Вальтеофа и конфискация его владений привела к упразднению его среднеанглийского графства. Нортумбрия также надолго лишилась своего правителя, оказавшись подчинённой епископу Даремскому, а в 1095 году была окончательно ликвидирована как административная единица. Тем не менее, когда дочь Вальтеофа — Матильда — вышла замуж за короля Шотландии Давида I, это позволило шотландским монархам выдвинуть претензии на Нортумберленд, Хантингдоншир и Нортгемптоншир, что послужило поводом нескольких военных конфликтов между двумя британскими государствами.
Вторая дочь Вальтеофа, Аделиза, стала женой Рауля III де Тосни.

## Образ в культуре
Вальтеоф (Уолтеф) и члены его семьи являются главными действующими лицами исторических романов современной британской писательницы Элизабет Чедвик: «Зимняя мантия» (2002, англ. The Winter Mantle) (опубликован на русском языке в 2005 г.) и «The Falcons of Montabard» (2002, пока не опубликован на русском языке).